# アンプラグド (ロッド・スチュワートのアルバム)
『アンプラグド』（原題：Unplugged...and Seated）は、ロッド・スチュワートが1993年に発表したライブ・アルバム。1993年2月5日に行われた、MTVアンプラグドのための演奏を録音した内容。

## 解説
フェイセズ時代の盟友ロン・ウッドがゲスト参加している。スチュワートのソロ・アルバム収録曲を中心に、ジェフ・ベックのアルバム『フラッシュ』でスチュワートが歌った「ピープル・ゲット・レディ」（インプレッションズのカヴァー）や、フェイセズ時代の楽曲「ステイ・ウィズ・ミー」も含まれている。ブルースの楽曲を改作した「ハイゲート・シャッフル」と、サム・クックのカヴァー「パーティを開こう」は、スチュワートのアルバムでは本作が初収録となった。
本作からは、「ハヴ・アイ・トールド・ユー・レイトリー」（全英5位・全米5位）、「リーズン・トゥ・ビリーヴ」（全英51位・全米19位）、「ピープル・ゲット・レディ」（全英45位）、「パーティを開こう」（全米36位）がシングル・ヒットした。
2009年に発売された『アンプラグド（コレクターズ・エディション）』は、同日に演奏された2曲がボーナス・トラックとして追加収録されており、また、MTVで放送されたライヴ映像を収録したDVDが付属した内容となっている。録音当日には、他に「イッツ・オール・オーヴァー・ナウ」「キリング・オブ・ジョージー」「ただのジョークさ」「スウィート・リトル・ロックン・ローラー」も演奏されており、これらは未発表のままとなっている。

## 収録曲
1. ホット・レッグス - Hot Legs (Rod Stewart, Gary Grainger) - 4:24
2. 今夜きめよう - Tonight's the Night (R. Stewart) - 4:05
3. ハンドバッグと外出着 - Handbags and Gladrags (Mike d'Abo) - 4:25
4. カット・アクロス・ショーティー - Cut across Shorty (Wayne Walker, Marijohn Wilkin) - 4:58
5. エヴリ・ピクチャー・テルズ・ア・ストーリー - Every Picture Tells a Story (R. Stewart, Ron Wood) - 4:48
6. マギー・メイ - Maggie May (R. Stewart, Martin Quittenton) - 6:00
7. リーズン・トゥ・ビリーヴ - Reason to Believe (Tim Hardin) - 3:53
8. ピープル・ゲット・レディ - People Get Ready (Curtis Mayfield) - 4:45
9. ハヴ・アイ・トールド・ユー・レイトリー - Have I Told You Lately (Van Morrison) - 4:03
10. トム・トラバーツ・ブルース - Tom Traubert's Blues (Waltzing Matilda) (Tom Waits) - 4:39
11. さびしき丘 - The First Cut Is the Deepest (Cat Stevens) - 4:17
12. マンドリン・ウィンド - Mandolin Wind (R. Stewart) - 5:18
13. ハイゲート・シャッフル - Highgate Shuffle (Public Domain / Additional Music and Words by R. Stewart) - 4:03
14. ステイ・ウィズ・ミー - Stay with Me (R. Stewart, R. Wood) - 5:17
15. パーティを開こう - Having a Party (Sam Cooke) - 4:46

### 2009年盤ボーナス・トラック
1. ガソリン・アレイ - Gasoline Alley (R. Stewart, R. Wood) - 3:44
2. フォーエヴァー・ヤング - Forever Young (R. Stewart, Jim Cregan, Kevin Savigar) - 4:25

### DVD
1. ホット・レッグス - Hot Legs
2. 今夜きめよう - Tonight's the Night
3. カット・アクロス・ショーティー - Cut across Shorty
4. リーズン・トゥ・ビリーヴ - Reason to Believe
5. エヴリ・ピクチャー・テルズ・ア・ストーリー - Every Picture Tells a Story
6. マギー・メイ - Maggie May
7. ピープル・ゲット・レディ - People Get Ready
8. ハンドバッグと外出着 - Handbags and Gladrags
9. ハヴ・アイ・トールド・ユー・レイトリー - Have I Told You Lately
10. トム・トラバーツ・ブルース - Tom Traubert's Blues (Waltzing Matilda)
11. マンドリン・ウィンド - Mandolin Wind
12. ステイ・ウィズ・ミー - Stay with Me
13. パーティを開こう - Having a Party

## レコーディング・メンバー
- ロッド・スチュワート - ボーカル、バンジョー
- ロン・ウッド - ギター(on 4. 5. 6. 7. 8. 12. 13. 14. 15. 16.)
- ジェフ・ゴルブ - ギター
- ジム・クリーガン - ギター
- ドン・テシュナー - ギター、ヴァイオリン、マンドリン
- ケヴィン・サヴィガー - ピアノ、オルガン、アコーディオン
- チャールズ・ケンティスIII - ピアノ、オルガン
- フィル・パーラピアノ - アコーディオン、マンドリン
- カーマイン・ロハス - ベース
- デヴィッド・パーマー - ドラムス
- ドリアン・ホリー - バッキング・ボーカル
- ダリル・フィネッシー - バッキング・ボーカル
- フレッド・ホワイト - バッキング・ボーカル
- ジェレミー・ルボック - ストリングス・アレンジ、指揮